# HMS Artemis
HMS Artemis (A202) är ett svenskt signalspaningsfartyg vars verkstadsprovturer påbörjades i november 2022. Den 15 november 2023 överlämnade FMV fartyget till Försvarsmakten.

## Historik
Regeringen beslutade i april 2010 att Försvarsmakten skulle anskaffa ett nytt signalspaningsfartyg att ersätta HMS Orion. I april 2017 beställde Försvarets materielverk en ersättare till HMS Orion av Saab Kockums AB för 730 miljoner kronor. Till det kommer signalspaningsutrustning som av experter bedöms kosta ca 500 Mkr. Fartygets uppgifter kommer, i likhet med HMS Orion, att bestå av underrättelseinhämtning och havsövervakning i närområdet kring Sveriges territorium, främst i Östersjön. Fartyget, som var planerat att levereras under 2020, är 74 meter långt och utgörs av ett klassgodkänt stålskrov med ett deplacement på omkring 2 200 ton. HMS Artemis är det första ytfartyget som Saab Kockums AB står bakom. Skrovet har byggts av Stocznia Marynarki Wojonnej i Gdynia i Polen och sjösattes 16 april 2019, med kölsträckning ett år tidigare – i mars 2018. Fartyget skulle därefter byggas färdigt 2019–2020 av Saab Kockums i Karlskrona, men det blev inte klart förrän i november 2022 då det polska varvet gick i konkurs och skrovet färdigställdes i Sverige.
Vid sjösättningen 2019 tillkännagavs att det nya marinfartyget kommer benämnas HMS Artemis, efter jaktgudinnan Artemis i den grekiska mytologin.

## Försening i bygget
I mars 2021 framkom det att färdigställandet av fartyget hade försenats. Detta då det polskägda varvet hade råkat i ekonomiska svårigheter och var under rekonstruktion. Dåvarande försvarsminister Peter Hultqvist meddelade att Försvarsmakten tittade på möjligheten att livstidsförlänga HMS Orion ytterligare tills det nya fartyget har färdigställts.

## Namnet Artemis
Marinens namngivningskommitté föreslog namnet HMS Artemis redan 2019, varefter det godkändes av kung Carl XVI Gustaf. Artemis var natur- och jaktgudinnan under antikens Grekland. Namnet har tidigare använts i militära och marina sammanhang, till exempel vid operation Artemis.